# 遲煌
遲煌，字東生，清朝政治人物、進士出身。

## 生平
順治九年（1652年）壬辰科二甲十一名進士，改庶吉士。后授翰林院編修，改任兵部督捕副理事官。